# Diantimon pentoxide
Điantimon pentOxide (công thức hóa học: Sb2O5) là một hợp chất vô cơ của antimon và oxy. Nó luôn luôn xuất hiện ở dạng hydrat hóa, Sb2O5·nH2O. Antimon ở trạng thái oxy hóa +5.

## Cấu trúc
Điantimon pentOxide có cùng cấu trúc với dạng B của niobi(V) Oxide và có thể được bắt nguồn từ cấu trúc rutil, với antimon được liên kết bởi sáu oxy trong một cấu trúc bát diện. Các octabedra SbO6 là chia sẻ góc và cạnh.
|             |              |             |
| Sb phối hợp | chia sẻ cạnh | chia sẻ góc |

## Điều chế
Dạng Oxide hydrat được điều chế bằng quá trình thủy phân của antimon pentaclorua; hoặc bằng cách axit hóa kali hexahydroxoantimonat(V). Nó cũng có thể được điều chế bằng cách oxy hóa điantimon triOxide với axit nitric.

## Ứng dụng
Nó được tìm thấy như một chất chống cháy trong ABS và các chất dẻo khác, một chất flocculant trong sản xuất titan(IV) Oxide và đôi khi được sử dụng trong sản xuất thủy tinh, sơn và chất kết dính. Nó cũng được sử dụng như một nhựa cây trao đổi ion cho một số cation trong dung dịch axit bao gồm Na+ (đặc biệt là cho sự lựa chọn chọn lọc của chúng); và như một chất xúc tác trùng hợp và oxy hóa.

## Tính chất và phản ứng
Dạng Oxide hydrat không hòa tan trong axit nitric, nhưng hòa tan trong dung dịch kali hydroxide cô đặc để tạo ra kali hexahydroxoantimonat(V), KSb(OH)6.
Khi nung ở nhiệt độ 700 ℃, hydrat pentOxide màu vàng chuyển thành chất rắn trắng khan có công thức Sb6O13 chứa cả Sb(III) và Sb(V). Làm nóng ở 900 ℃ tạo ra một bột không hòa tan trắng của Sb2O4 ở cả hai dạng α và β. Dạng β bao gồm Sb(V) ở cấu trúc bát diện. Trong các hợp chất này, nguyên tử Sb(V) được liên kết theo octahedrally với các 6 nhóm -OH.
Các pentOxide có thể được bị khử thành kim loại antimon bằng cách nung với hydro hoặc kali cyanide.